# Volni (escriptor)
|  | Per a altres significats, vegeu «Volni». |

Volni (en llatí Volnius) va ser un escriptor etrusc. El seu nom apareix alguna vegada erròniament com Volumni (Volumnius).
Va escriure algunes tragèdies i Varró el cita com a referència per assegurar que les tribus romanes dels Ramnes, Tities i Luceres, eren d'origen etrusc. Es desconeix en quina època va viure.